# گزانتوسین
گزانتوسین (به انگلیسی: Xanthosine) یک نوکلئوزید با شناسه پاب‌کم ۶۴۹۵۹ است که از ترکیب گزانتین و قند ریبوز مشتق میشود.